# Оксочи
Оксо́чи — деревня в Маловишерском муниципальном районе Новгородской области России. Входит в Веребьинское сельское поселение.

## История
В Писцовой книге Деревской пятины за 1495 год есть первое упоминание об Оксочском погосте и деревнях, относившихся к нему: «А в Оксочском погосте… всех деревень с сельцом одиннадцать да починок, а христианских дворов 20 и 3, а людей 30 человек, а обеж — 19, а сох с третью».
Оксочский погост входил в состав Пожарской волости Крестецкого уезда Новгородской губернии.
Включал деревни, принадлежащие Великому князю, монастырские деревни и деревни «своеземцевы» (мелких собственников земли, обрабатывающие «свою землю», никому никаким оброкам и доходами не обязанные, они взимали доходы в свою пользу с тех крестьян, которые селились на их землях).
В Оксочах были две церкви, основанные в 1767 и 1898 гг. Священниками в них в начале века были Александр Фёдорович Розанов и Пётр Васильевич Ильинский.
В 1869 году Уездным земством в Оксочах была основана школа. На этот год в Оксочском приходе числится 4323 души. Помещается школа в деревянном доме, выстроенном в 1872 году на средства церковного попечительства. Помещение состояло из 5 комнат: классной, прихожей, кухни и двух комнат для учителя. Всего в школе было 40 учащихся, большинство в возрасте 10—11 лет, девочек — 9, мальчиков — 31.
В 1902 году уездным комитетом попечения народной трезвости были открыты библиотека и читальня, где насчитывалось 570 томов книг.
Деревня Оксочи в годы Великой Отечественной войны находилась в прифронтовой зоне.

### Пожар в интернате
В ночь на 13 сентября 2013 года сгорело мужское отделение психоневрологического интерната «Оксочи», расположенное в деревянном здании, построенном в 1872 году. Жертвами пожара стали 37 человек. Следствие установило, что причиной возгорания стало курение и неосторожное обращение с огнём одного из пациентов. В начале февраля 2015 года бывший директор интерната Сайгидгосен Магомедов и бывший главный инженер по технике безопасности и охране труда учреждения Александр Куликов были признаны виновными в нарушении требований охраны труда и пожарной безопасности. Магомедов, кроме того, был осуждён за оказание услуг, не отвечающих требованиям безопасности.
Первое новое здание интерната было открыто в соседней деревне Подгорное в конце 2013 года. В начале 2015 года вступил в строй корпус на 80 человек, полностью построенный на деньги Вячеслава Моше Кантора, главы холдинга «Акрон» и известного общественного деятеля.

## Население
| 2010 |
| ---- |
| 305  |

## Известные уроженцы, жители
В 1936—1937 в Оксочах жил в ссылке протоиерей-священномученик Викторин Добронравов (арестован 6 августа, расстрелян 15 декабря 1937).

## Инфраструктура
В деревне имеется дом культуры, комплексный приёмный пункт. Школа, располагавшаяся в историческом здании постройки 1906 года, сгорела в 2003 году.
Действует психоневрологический интернат (деревянный корпус мужского отделения сгорел в 2013 году). Перед войной действовала детская колония имени Ушинского, Володарский детский дом.
До Великой Отечественной войны в Оксочах действовала православная церковь во имя Сретения Господня. В 1999 году на её месте была построена деревянная часовня.

## Транспорт
Бывшая железнодорожная станция Оксочи на участке Веребьинского обхода Николаевской железной дороги (204 км).